# Faro de Mersin
El Faro de Mersin (en turco: Mersin Feneri) se encuentra en la costa mediterránea en la ciudad de Mersin, en el sur de Turquía. 
El faro se encuentra dentro del tejido urbano de  Mersin y está situado en el oeste de la desembocadura del río Müftü. Está rodeado de pistas y en el oeste hay un grupo de restaurantes. El faro esta a aproximadamente 2 km (1,2 millas) al oeste de la entrada del puerto. Dado que el viento dominante en la zona de Mersin es «lodos» (del suroeste) el faro da servicio a los buques que se acercan desde el oeste. 
El faro fue construido en 1865 y reconstruido en 1955.